# Paris-Nice de 2017
A 75.ª edição da Paris-Nice, foi uma corrida de ciclismo de estrada por etapas que se celebrou entre 5 e 12 de março de 2017 na França.
Dispôs de oito etapas para um percurso total de 1229,5 quilómetros.
A corrida fez parte do UCI WorldTour de 2017, calendário ciclístico de máximo nível mundial, sendo a sexta corrida de dito circuito.
A corrida foi vencida pelo corredor colombiano Sergio Luis Henao da equipa Team Sky, quem num épico final ganhou por dois segundos a corrida ante o ataque sem trégua do espanhol Alberto Contador (Trek-Segafredo) lançado em procura do triunfo final, Alberto foi líder virtual durante muitos minutos, quem a falta a mais de 50 km à meta lançou um ataque demolidor, mas na lista final não lhe atingiu o tempo e finaliza em segundo lugar, e em terceiro lugar Daniel Martin (Quick-Step Floors).

## Equipas participantes
| Equipes WorldTeam (18)- AG2R La Mondiale - Astana - BMC Racing Team - Bora-Hansgrohe - Cannondale-Drapac - Dimension Data - FDJ - Katusha-Alpecin - Lotto-Soudal - Movistar Team - Orica-Scott - Quick-Step Floors - Sky - Team Sunweb - Bahrain-Merida - Trek-Segafredo - Lotto NL-Jumbo - UAE Team Emirates Equipes profissionais Continentais (4)- Cofidis, Solutions Crédits - Delko Marseille Provence KTM - Direct Énergie - Fortuneo-Vital Concept |
| |

## Etapas
| Etapa | Data    | Percurso                               | type                      | Distância (km) | Vencedor           | Líder geral        |
| ----- | ------- | -------------------------------------- | ------------------------- | -------------- | ------------------ | ------------------ |
| 1     | 5 mar.  | Bois-d'Arcy – Bois-d'Arcy              | etapa escarpada           | 148,5          | Arnaud Démare      | Arnaud Démare      |
| 2     | 6 mar.  | Rochefort-en-Yvelines – Amilly         | etapa plana               | 192,5          | Sonny Colbrelli    | Arnaud Démare      |
| 3     | 7 mar.  | Chablis – Chalon-sur-Saône             | etapa escarpada           | 190            | Sam Bennett        | Arnaud Démare      |
| 4     | 8 mar.  | Beaujeu – Mount Brouilly               | contrarrelógio individual | 14,5           | Julian Alaphilippe | Julian Alaphilippe |
| 5     | 9 mar.  | Quincié-en-Beaujolais – Bourg-de-Péage | etapa plana               | 199,5          | André Greipel      | Julian Alaphilippe |
| 6     | 10 mar. | Aubagne – Fayence                      | média montanha            | 192            | Simon Yates        | Julian Alaphilippe |
| 7     | 11 mar. | Nice – Col de la Couillole             | alta montanha             | 177            | Richie Porte       | Sergio Henao       |
| 8     | 12 mar. | Nice – Nice                            | média montanha            | 115,5          | David de la Cruz   | Sergio Henao       |

## Desenvolvimento da corrida

### 1.ª etapa
| Bois-d'Arcy - Bois-d'Arcy | etapa escarpada | (148,5 km) |

| \| Classificação por etapas \| Classificação por etapas \| Classificação por etapas \| Classificação por etapas \| Classificação por etapas \| \| Ciclista \| Ciclista \| Equipe \| Tempo \| \| \| ------------------------ \| ------------------------ \| ------------------------ \| ------------------------ \| ------------------------ \| \| 1. \| Arnaud Démare \| FDJ \| 3h22m43s \| \| \| 2. \| Julian Alaphilippe \| Quick-Step Floors \| + 0s \| \| \| 3. \| Alexander Kristoff \| Katusha-Alpecin \| + 9s \| \| \| 4. \| Philippe Gilbert \| Quick-Step Floors \| + 9s \| \| \| 5. \| Romain Hardy \| Fortuneo-Vital Concept \| + 9s \| \| \| 6. \| Daniel Martin \| Quick-Step Floors \| + 9s \| \| \| 7. \| Tony Gallopin \| Lotto-Soudal \| + 9s \| \| \| 8. \| Marco Haller \| Katusha-Alpecin \| + 9s \| \| \| 9. \| Sergio Henao \| Team Sky \| + 9s \| \| \| 10. \| Rudy Molard \| FDJ \| + 9s \| \| |                    |                        |          |
| |                    |                        |          |
| |                    |                        |          |
| Classificação por etapas |                    |                        |          |
| Ciclista | Ciclista           | Equipe                 | Tempo    |
| 1. | Arnaud Démare      | FDJ                    | 3h22m43s |
| 2. | Julian Alaphilippe | Quick-Step Floors      | + 0s     |
| 3. | Alexander Kristoff | Katusha-Alpecin        | + 9s     |
| 4. | Philippe Gilbert   | Quick-Step Floors      | + 9s     |
| 5. | Romain Hardy       | Fortuneo-Vital Concept | + 9s     |
| 6. | Daniel Martin      | Quick-Step Floors      | + 9s     |
| 7. | Tony Gallopin      | Lotto-Soudal           | + 9s     |
| 8. | Marco Haller       | Katusha-Alpecin        | + 9s     |
| 9. | Sergio Henao       | Team Sky               | + 9s     |
| 10. | Rudy Molard        | FDJ                    | + 9s     |

| \| Classificação geral \| Classificação geral \| Classificação geral \| Classificação geral \| Classificação geral \| \| Ciclista \| Ciclista \| Equipe \| Tempo \| \| \| ------------------- \| ------------------- \| ---------------------- \| ------------------- \| ------------------- \| \| 1. \| Arnaud Démare \| FDJ \| 3h22m33s \| \| \| 2. \| Julian Alaphilippe \| Quick-Step Floors \| + 4s \| \| \| 3. \| Alexander Kristoff \| Katusha-Alpecin \| + 15s \| \| \| 4. \| Philippe Gilbert \| Quick-Step Floors \| + 16s \| \| \| 5. \| Tony Gallopin \| Lotto-Soudal \| + 17s \| \| \| 6. \| Romain Hardy \| Fortuneo-Vital Concept \| + 18s \| \| \| 7. \| Daniel Martin \| Quick-Step Floors \| + 19s \| \| \| 8. \| Marco Haller \| Katusha-Alpecin \| + 19s \| \| \| 9. \| Sergio Henao \| Team Sky \| + 19s \| \| \| 10. \| Rudy Molard \| FDJ \| + 19s \| \| |                    |                        |          |
| |                    |                        |          |
| |                    |                        |          |
| Classificação geral |                    |                        |          |
| Ciclista | Ciclista           | Equipe                 | Tempo    |
| 1. | Arnaud Démare      | FDJ                    | 3h22m33s |
| 2. | Julian Alaphilippe | Quick-Step Floors      | + 4s     |
| 3. | Alexander Kristoff | Katusha-Alpecin        | + 15s    |
| 4. | Philippe Gilbert   | Quick-Step Floors      | + 16s    |
| 5. | Tony Gallopin      | Lotto-Soudal           | + 17s    |
| 6. | Romain Hardy       | Fortuneo-Vital Concept | + 18s    |
| 7. | Daniel Martin      | Quick-Step Floors      | + 19s    |
| 8. | Marco Haller       | Katusha-Alpecin        | + 19s    |
| 9. | Sergio Henao       | Team Sky               | + 19s    |
| 10. | Rudy Molard        | FDJ                    | + 19s    |

### 2.ª etapa
| Rochefort-en-Yvelines - Amilly | etapa plana | (192,5 km) |

| \| Classificação por etapas \| Classificação por etapas \| Classificação por etapas \| Classificação por etapas \| Classificação por etapas \| \| Ciclista \| Ciclista \| Equipe \| Tempo \| \| \| ------------------------ \| ------------------------ \| ---------------------------- \| ------------------------ \| ------------------------ \| \| 1. \| Sonny Colbrelli \| Bahrain-Merida \| 4h20m59s \| \| \| 2. \| John Degenkolb \| Trek-Segafredo \| + 0s \| \| \| 3. \| Arnaud Démare \| FDJ \| + 0s \| \| \| 4. \| Dylan Groenewegen \| LottoNL-Jumbo \| + 0s \| \| \| 5. \| Christophe Laporte \| Cofidis, Solutions Crédits \| + 0s \| \| \| 6. \| Matti Breschel \| Astana \| + 0s \| \| \| 7. \| Oliver Naesen \| AG2R La Mondiale \| + 0s \| \| \| 8. \| André Greipel \| Lotto-Soudal \| + 0s \| \| \| 9. \| Alexander Kristoff \| Katusha-Alpecin \| + 0s \| \| \| 10. \| Evaldas Šiškevičius \| Delko-Marseille Provence-KTM \| + 0s \| \| |                     |                              |          |
| |                     |                              |          |
| |                     |                              |          |
| Classificação por etapas |                     |                              |          |
| Ciclista | Ciclista            | Equipe                       | Tempo    |
| 1. | Sonny Colbrelli     | Bahrain-Merida               | 4h20m59s |
| 2. | John Degenkolb      | Trek-Segafredo               | + 0s     |
| 3. | Arnaud Démare       | FDJ                          | + 0s     |
| 4. | Dylan Groenewegen   | LottoNL-Jumbo                | + 0s     |
| 5. | Christophe Laporte  | Cofidis, Solutions Crédits   | + 0s     |
| 6. | Matti Breschel      | Astana                       | + 0s     |
| 7. | Oliver Naesen       | AG2R La Mondiale             | + 0s     |
| 8. | André Greipel       | Lotto-Soudal                 | + 0s     |
| 9. | Alexander Kristoff  | Katusha-Alpecin              | + 0s     |
| 10. | Evaldas Šiškevičius | Delko-Marseille Provence-KTM | + 0s     |

| \| Classificação geral \| Classificação geral \| Classificação geral \| Classificação geral \| Classificação geral \| \| Ciclista \| Ciclista \| Equipe \| Tempo \| \| \| ------------------- \| ------------------- \| ---------------------- \| ------------------- \| ------------------- \| \| 1. \| Arnaud Démare \| FDJ \| 7h43m28s \| \| \| 2. \| Julian Alaphilippe \| Quick-Step Floors \| + 6s \| \| \| 3. \| Philippe Gilbert \| Quick-Step Floors \| + 17s \| \| \| 4. \| Alexander Kristoff \| Katusha-Alpecin \| + 19s \| \| \| 5. \| Tony Gallopin \| Lotto-Soudal \| + 19s \| \| \| 6. \| Romain Hardy \| Fortuneo-Vital Concept \| + 21s \| \| \| 7. \| Daniel Martin \| Quick-Step Floors \| + 23s \| \| \| 8. \| Sergio Henao \| Team Sky \| + 23s \| \| \| 9. \| Rudy Molard \| FDJ \| + 23s \| \| \| 10. \| Kristjan Koren \| Cannondale-Drapac \| + 31s \| \| |                    |                        |          |
| |                    |                        |          |
| |                    |                        |          |
| Classificação geral |                    |                        |          |
| Ciclista | Ciclista           | Equipe                 | Tempo    |
| 1. | Arnaud Démare      | FDJ                    | 7h43m28s |
| 2. | Julian Alaphilippe | Quick-Step Floors      | + 6s     |
| 3. | Philippe Gilbert   | Quick-Step Floors      | + 17s    |
| 4. | Alexander Kristoff | Katusha-Alpecin        | + 19s    |
| 5. | Tony Gallopin      | Lotto-Soudal           | + 19s    |
| 6. | Romain Hardy       | Fortuneo-Vital Concept | + 21s    |
| 7. | Daniel Martin      | Quick-Step Floors      | + 23s    |
| 8. | Sergio Henao       | Team Sky               | + 23s    |
| 9. | Rudy Molard        | FDJ                    | + 23s    |
| 10. | Kristjan Koren     | Cannondale-Drapac      | + 31s    |

### 3.ª etapa
| Chablis - Chalon-sur-Saône | etapa escarpada | (190 km) |

| \| Classificação por etapas \| Classificação por etapas \| Classificação por etapas \| Classificação por etapas \| Classificação por etapas \| \| Ciclista \| Ciclista \| Equipe \| Tempo \| \| \| ------------------------ \| ------------------------ \| -------------------------- \| ------------------------ \| ------------------------ \| \| 1. \| Sam Bennett \| Bora-Hansgrohe \| 4h31m14s \| \| \| 2. \| Alexander Kristoff \| Katusha-Alpecin \| + 0s \| \| \| 3. \| John Degenkolb \| Trek-Segafredo \| + 0s \| \| \| 4. \| Marcel Kittel \| Quick-Step Floors \| + 0s \| \| \| 5. \| Michael Matthews \| Team Sunweb \| + 0s \| \| \| 6. \| Arnaud Démare \| FDJ \| + 0s \| \| \| 7. \| André Greipel \| Lotto-Soudal \| + 0s \| \| \| 8. \| Christophe Laporte \| Cofidis, Solutions Crédits \| + 0s \| \| \| 9. \| Kristian Sbaragli \| Dimension Data \| + 0s \| \| \| 10. \| Magnus Cort \| Orica-Scott \| + 0s \| \| |                    |                            |          |
| |                    |                            |          |
| |                    |                            |          |
| Classificação por etapas |                    |                            |          |
| Ciclista | Ciclista           | Equipe                     | Tempo    |
| 1. | Sam Bennett        | Bora-Hansgrohe             | 4h31m14s |
| 2. | Alexander Kristoff | Katusha-Alpecin            | + 0s     |
| 3. | John Degenkolb     | Trek-Segafredo             | + 0s     |
| 4. | Marcel Kittel      | Quick-Step Floors          | + 0s     |
| 5. | Michael Matthews   | Team Sunweb                | + 0s     |
| 6. | Arnaud Démare      | FDJ                        | + 0s     |
| 7. | André Greipel      | Lotto-Soudal               | + 0s     |
| 8. | Christophe Laporte | Cofidis, Solutions Crédits | + 0s     |
| 9. | Kristian Sbaragli  | Dimension Data             | + 0s     |
| 10. | Magnus Cort        | Orica-Scott                | + 0s     |

| \| Classificação geral \| Classificação geral \| Classificação geral \| Classificação geral \| Classificação geral \| \| Ciclista \| Ciclista \| Equipe \| Tempo \| \| \| ------------------- \| ------------------- \| ---------------------- \| ------------------- \| ------------------- \| \| 1. \| Arnaud Démare \| FDJ \| 12h14m42s \| \| \| 2. \| Julian Alaphilippe \| Quick-Step Floors \| + 6s \| \| \| 3. \| Alexander Kristoff \| Katusha-Alpecin \| + 13s \| \| \| 4. \| Philippe Gilbert \| Quick-Step Floors \| + 17s \| \| \| 5. \| Tony Gallopin \| Lotto-Soudal \| + 19s \| \| \| 6. \| Romain Hardy \| Fortuneo-Vital Concept \| + 21s \| \| \| 7. \| Sergio Henao \| Team Sky \| + 23s \| \| \| 8. \| Rudy Molard \| FDJ \| + 23s \| \| \| 9. \| Daniel Martin \| Quick-Step Floors \| + 23s \| \| \| 10. \| Kristjan Koren \| Cannondale-Drapac \| + 31s \| \| |                    |                        |           |
| |                    |                        |           |
| |                    |                        |           |
| Classificação geral |                    |                        |           |
| Ciclista | Ciclista           | Equipe                 | Tempo     |
| 1. | Arnaud Démare      | FDJ                    | 12h14m42s |
| 2. | Julian Alaphilippe | Quick-Step Floors      | + 6s      |
| 3. | Alexander Kristoff | Katusha-Alpecin        | + 13s     |
| 4. | Philippe Gilbert   | Quick-Step Floors      | + 17s     |
| 5. | Tony Gallopin      | Lotto-Soudal           | + 19s     |
| 6. | Romain Hardy       | Fortuneo-Vital Concept | + 21s     |
| 7. | Sergio Henao       | Team Sky               | + 23s     |
| 8. | Rudy Molard        | FDJ                    | + 23s     |
| 9. | Daniel Martin      | Quick-Step Floors      | + 23s     |
| 10. | Kristjan Koren     | Cannondale-Drapac      | + 31s     |

### 4.ª etapa
| Beaujeu - Mount Brouilly | contrarrelógio individual | (14,5 km) |

| \| Classificação por etapas \| Classificação por etapas \| Classificação por etapas \| Classificação por etapas \| Classificação por etapas \| \| Ciclista \| Ciclista \| Equipe \| Tempo \| \| \| ------------------------ \| ------------------------ \| ------------------------ \| ------------------------ \| ------------------------ \| \| 1. \| Julian Alaphilippe \| Quick-Step Floors \| 21m39s \| \| \| 2. \| Alberto Contador \| Trek-Segafredo \| + 19s \| \| \| 3. \| Tony Gallopin \| Lotto-Soudal \| + 20s \| \| \| 4. \| Gorka Izagirre \| Movistar Team \| + 20s \| \| \| 5. \| Ilnur Zakarin \| Katusha-Alpecin \| + 33s \| \| \| 6. \| David de la Cruz \| Quick-Step Floors \| + 45s \| \| \| 7. \| Michael Matthews \| Team Sunweb \| + 47s \| \| \| 8. \| Sergio Henao \| Team Sky \| + 48s \| \| \| 9. \| Ion Izagirre \| Bahrain-Merida \| + 49s \| \| \| 10. \| Richie Porte \| BMC Racing Team \| + 50s \| \| |                    |                   |        |
| |                    |                   |        |
| |                    |                   |        |
| Classificação por etapas |                    |                   |        |
| Ciclista | Ciclista           | Equipe            | Tempo  |
| 1. | Julian Alaphilippe | Quick-Step Floors | 21m39s |
| 2. | Alberto Contador   | Trek-Segafredo    | + 19s  |
| 3. | Tony Gallopin      | Lotto-Soudal      | + 20s  |
| 4. | Gorka Izagirre     | Movistar Team     | + 20s  |
| 5. | Ilnur Zakarin      | Katusha-Alpecin   | + 33s  |
| 6. | David de la Cruz   | Quick-Step Floors | + 45s  |
| 7. | Michael Matthews   | Team Sunweb       | + 47s  |
| 8. | Sergio Henao       | Team Sky          | + 48s  |
| 9. | Ion Izagirre       | Bahrain-Merida    | + 49s  |
| 10. | Richie Porte       | BMC Racing Team   | + 50s  |

| \| Classificação geral \| Classificação geral \| Classificação geral \| Classificação geral \| Classificação geral \| \| Ciclista \| Ciclista \| Equipe \| Tempo \| \| \| ------------------- \| ------------------- \| ------------------- \| ------------------- \| ------------------- \| \| 1. \| Julian Alaphilippe \| Quick-Step Floors \| 12h36m27s \| \| \| 2. \| Tony Gallopin \| Lotto-Soudal \| + 33s \| \| \| 3. \| Gorka Izagirre \| Movistar Team \| + 47s \| \| \| 4. \| Sergio Henao \| Team Sky \| + 1m05s \| \| \| 5. \| Daniel Martin \| Quick-Step Floors \| + 1m20s \| \| \| 6. \| Philippe Gilbert \| Quick-Step Floors \| + 1m24s \| \| \| 7. \| Ilnur Zakarin \| Katusha-Alpecin \| + 1m28s \| \| \| 8. \| Alberto Contador \| Trek-Segafredo \| + 1m31s \| \| \| 9. \| Rudy Molard \| FDJ \| + 1m32s \| \| \| 10. \| Arnaud Démare \| FDJ \| + 1m35s \| \| |                    |                   |           |
| |                    |                   |           |
| |                    |                   |           |
| Classificação geral |                    |                   |           |
| Ciclista | Ciclista           | Equipe            | Tempo     |
| 1. | Julian Alaphilippe | Quick-Step Floors | 12h36m27s |
| 2. | Tony Gallopin      | Lotto-Soudal      | + 33s     |
| 3. | Gorka Izagirre     | Movistar Team     | + 47s     |
| 4. | Sergio Henao       | Team Sky          | + 1m05s   |
| 5. | Daniel Martin      | Quick-Step Floors | + 1m20s   |
| 6. | Philippe Gilbert   | Quick-Step Floors | + 1m24s   |
| 7. | Ilnur Zakarin      | Katusha-Alpecin   | + 1m28s   |
| 8. | Alberto Contador   | Trek-Segafredo    | + 1m31s   |
| 9. | Rudy Molard        | FDJ               | + 1m32s   |
| 10. | Arnaud Démare      | FDJ               | + 1m35s   |

### 5.ª etapa
| Quincié-en-Beaujolais - Bourg-de-Péage | etapa plana | (199,5 km) |

| \| Classificação por etapas \| Classificação por etapas \| Classificação por etapas \| Classificação por etapas \| Classificação por etapas \| \| Ciclista \| Ciclista \| Equipe \| Tempo \| \| \| ------------------------ \| ------------------------ \| ------------------------ \| ------------------------ \| ------------------------ \| \| 1. \| André Greipel \| Lotto-Soudal \| 4h43m35s \| \| \| 2. \| Arnaud Démare \| FDJ \| + 0s \| \| \| 3. \| Dylan Groenewegen \| LottoNL-Jumbo \| + 0s \| \| \| 4. \| Michael Matthews \| Team Sunweb \| + 0s \| \| \| 5. \| John Degenkolb \| Trek-Segafredo \| + 0s \| \| \| 6. \| Magnus Cort \| Orica-Scott \| + 0s \| \| \| 7. \| Marcel Kittel \| Quick-Step Floors \| + 0s \| \| \| 8. \| Bryan Coquard \| Direct Énergie \| + 0s \| \| \| 9. \| Sonny Colbrelli \| Bahrain-Merida \| + 0s \| \| \| 10. \| Sam Bennett \| Bora-Hansgrohe \| + 0s \| \| |                   |                   |          |
| |                   |                   |          |
| |                   |                   |          |
| Classificação por etapas |                   |                   |          |
| Ciclista | Ciclista          | Equipe            | Tempo    |
| 1. | André Greipel     | Lotto-Soudal      | 4h43m35s |
| 2. | Arnaud Démare     | FDJ               | + 0s     |
| 3. | Dylan Groenewegen | LottoNL-Jumbo     | + 0s     |
| 4. | Michael Matthews  | Team Sunweb       | + 0s     |
| 5. | John Degenkolb    | Trek-Segafredo    | + 0s     |
| 6. | Magnus Cort       | Orica-Scott       | + 0s     |
| 7. | Marcel Kittel     | Quick-Step Floors | + 0s     |
| 8. | Bryan Coquard     | Direct Énergie    | + 0s     |
| 9. | Sonny Colbrelli   | Bahrain-Merida    | + 0s     |
| 10. | Sam Bennett       | Bora-Hansgrohe    | + 0s     |

| \| Classificação geral \| Classificação geral \| Classificação geral \| Classificação geral \| Classificação geral \| \| Ciclista \| Ciclista \| Equipe \| Tempo \| \| \| ------------------- \| ------------------- \| ------------------- \| ------------------- \| ------------------- \| \| 1. \| Julian Alaphilippe \| Quick-Step Floors \| 17h20m02s \| \| \| 2. \| Tony Gallopin \| Lotto-Soudal \| + 33s \| \| \| 3. \| Gorka Izagirre \| Movistar Team \| + 47s \| \| \| 4. \| Sergio Henao \| Team Sky \| + 1m05s \| \| \| 5. \| Daniel Martin \| Quick-Step Floors \| + 1m20s \| \| \| 6. \| Philippe Gilbert \| Quick-Step Floors \| + 1m24s \| \| \| 7. \| Ilnur Zakarin \| Katusha-Alpecin \| + 1m28s \| \| \| 8. \| Arnaud Démare \| FDJ \| + 1m29s \| \| \| 9. \| Alberto Contador \| Trek-Segafredo \| + 1m31s \| \| \| 10. \| Rudy Molard \| FDJ \| + 1m32s \| \| |                    |                   |           |
| |                    |                   |           |
| |                    |                   |           |
| Classificação geral |                    |                   |           |
| Ciclista | Ciclista           | Equipe            | Tempo     |
| 1. | Julian Alaphilippe | Quick-Step Floors | 17h20m02s |
| 2. | Tony Gallopin      | Lotto-Soudal      | + 33s     |
| 3. | Gorka Izagirre     | Movistar Team     | + 47s     |
| 4. | Sergio Henao       | Team Sky          | + 1m05s   |
| 5. | Daniel Martin      | Quick-Step Floors | + 1m20s   |
| 6. | Philippe Gilbert   | Quick-Step Floors | + 1m24s   |
| 7. | Ilnur Zakarin      | Katusha-Alpecin   | + 1m28s   |
| 8. | Arnaud Démare      | FDJ               | + 1m29s   |
| 9. | Alberto Contador   | Trek-Segafredo    | + 1m31s   |
| 10. | Rudy Molard        | FDJ               | + 1m32s   |

### 6.ª etapa
| Aubagne - Fayence | média montanha | (192 km) |

| \| Classificação por etapas \| Classificação por etapas \| Classificação por etapas \| Classificação por etapas \| Classificação por etapas \| \| Ciclista \| Ciclista \| Equipe \| Tempo \| \| \| ------------------------ \| ------------------------ \| ------------------------ \| ------------------------ \| ------------------------ \| \| 1. \| Simon Yates \| Orica-Scott \| 4h37m51s \| \| \| 2. \| Sergio Henao \| Team Sky \| + 17s \| \| \| 3. \| Richie Porte \| BMC Racing Team \| + 26s \| \| \| 4. \| Julian Alaphilippe \| Quick-Step Floors \| + 29s \| \| \| 5. \| Daniel Martin \| Quick-Step Floors \| + 29s \| \| \| 6. \| Ion Izagirre \| Bahrain-Merida \| + 32s \| \| \| 7. \| Jakob Fuglsang \| Astana \| + 32s \| \| \| 8. \| Alberto Contador \| Trek-Segafredo \| + 32s \| \| \| 9. \| Ilnur Zakarin \| Katusha-Alpecin \| + 32s \| \| \| 10. \| Tony Gallopin \| Lotto-Soudal \| + 32s \| \| |                    |                   |          |
| |                    |                   |          |
| |                    |                   |          |
| Classificação por etapas |                    |                   |          |
| Ciclista | Ciclista           | Equipe            | Tempo    |
| 1. | Simon Yates        | Orica-Scott       | 4h37m51s |
| 2. | Sergio Henao       | Team Sky          | + 17s    |
| 3. | Richie Porte       | BMC Racing Team   | + 26s    |
| 4. | Julian Alaphilippe | Quick-Step Floors | + 29s    |
| 5. | Daniel Martin      | Quick-Step Floors | + 29s    |
| 6. | Ion Izagirre       | Bahrain-Merida    | + 32s    |
| 7. | Jakob Fuglsang     | Astana            | + 32s    |
| 8. | Alberto Contador   | Trek-Segafredo    | + 32s    |
| 9. | Ilnur Zakarin      | Katusha-Alpecin   | + 32s    |
| 10. | Tony Gallopin      | Lotto-Soudal      | + 32s    |

| \| Classificação geral \| Classificação geral \| Classificação geral \| Classificação geral \| Classificação geral \| \| Ciclista \| Ciclista \| Equipe \| Tempo \| \| \| ------------------- \| ------------------- \| ------------------- \| ------------------- \| ------------------- \| \| 1. \| Julian Alaphilippe \| Quick-Step Floors \| 21h58m22s \| \| \| 2. \| Tony Gallopin \| Lotto-Soudal \| + 36s \| \| \| 3. \| Sergio Henao \| Team Sky \| + 46s \| \| \| 4. \| Gorka Izagirre \| Movistar Team \| + 57s \| \| \| 5. \| Daniel Martin \| Quick-Step Floors \| + 1m20s \| \| \| 6. \| Ilnur Zakarin \| Katusha-Alpecin \| + 1m31s \| \| \| 7. \| Alberto Contador \| Trek-Segafredo \| + 1m34s \| \| \| 8. \| Simon Yates \| Orica-Scott \| + 1m37s \| \| \| 9. \| Ion Izagirre \| Bahrain-Merida \| + 2m04s \| \| \| 10. \| Warren Barguil \| Team Sunweb \| + 3m08s \| \| |                    |                   |           |
| |                    |                   |           |
| |                    |                   |           |
| Classificação geral |                    |                   |           |
| Ciclista | Ciclista           | Equipe            | Tempo     |
| 1. | Julian Alaphilippe | Quick-Step Floors | 21h58m22s |
| 2. | Tony Gallopin      | Lotto-Soudal      | + 36s     |
| 3. | Sergio Henao       | Team Sky          | + 46s     |
| 4. | Gorka Izagirre     | Movistar Team     | + 57s     |
| 5. | Daniel Martin      | Quick-Step Floors | + 1m20s   |
| 6. | Ilnur Zakarin      | Katusha-Alpecin   | + 1m31s   |
| 7. | Alberto Contador   | Trek-Segafredo    | + 1m34s   |
| 8. | Simon Yates        | Orica-Scott       | + 1m37s   |
| 9. | Ion Izagirre       | Bahrain-Merida    | + 2m04s   |
| 10. | Warren Barguil     | Team Sunweb       | + 3m08s   |

### 7.ª etapa
| Nice - Col de la Couillole | alta montanha | (177 km) |

| \| Classificação por etapas \| Classificação por etapas \| Classificação por etapas \| Classificação por etapas \| Classificação por etapas \| \| Ciclista \| Ciclista \| Equipe \| Tempo \| \| \| ------------------------ \| ------------------------ \| ------------------------ \| ------------------------ \| ------------------------ \| \| 1. \| Richie Porte \| BMC Racing Team \| 5h01m35s \| \| \| 2. \| Alberto Contador \| Trek-Segafredo \| + 21s \| \| \| 3. \| Daniel Martin \| Quick-Step Floors \| + 32s \| \| \| 4. \| Sergio Henao \| Team Sky \| + 32s \| \| \| 5. \| Ion Izagirre \| Bahrain-Merida \| + 55s \| \| \| 6. \| Jakob Fuglsang \| Astana \| + 1m07s \| \| \| 7. \| Pierre Latour \| AG2R La Mondiale \| + 1m11s \| \| \| 8. \| Ilnur Zakarin \| Katusha-Alpecin \| + 1m21s \| \| \| 9. \| Marc Soler \| Movistar Team \| + 1m21s \| \| \| 10. \| Gorka Izagirre \| Movistar Team \| + 1m21s \| \| |                  |                   |          |
| |                  |                   |          |
| |                  |                   |          |
| Classificação por etapas |                  |                   |          |
| Ciclista | Ciclista         | Equipe            | Tempo    |
| 1. | Richie Porte     | BMC Racing Team   | 5h01m35s |
| 2. | Alberto Contador | Trek-Segafredo    | + 21s    |
| 3. | Daniel Martin    | Quick-Step Floors | + 32s    |
| 4. | Sergio Henao     | Team Sky          | + 32s    |
| 5. | Ion Izagirre     | Bahrain-Merida    | + 55s    |
| 6. | Jakob Fuglsang   | Astana            | + 1m07s  |
| 7. | Pierre Latour    | AG2R La Mondiale  | + 1m11s  |
| 8. | Ilnur Zakarin    | Katusha-Alpecin   | + 1m21s  |
| 9. | Marc Soler       | Movistar Team     | + 1m21s  |
| 10. | Gorka Izagirre   | Movistar Team     | + 1m21s  |

| \| Classificação geral \| Classificação geral \| Classificação geral \| Classificação geral \| Classificação geral \| \| Ciclista \| Ciclista \| Equipe \| Tempo \| \| \| ------------------- \| ------------------- \| ------------------- \| ------------------- \| ------------------- \| \| 1. \| Sergio Henao \| Team Sky \| 27h01m15s \| \| \| 2. \| Daniel Martin \| Quick-Step Floors \| + 30s \| \| \| 3. \| Alberto Contador \| Trek-Segafredo \| + 31s \| \| \| 4. \| Gorka Izagirre \| Movistar Team \| + 1m00s \| \| \| 5. \| Julian Alaphilippe \| Quick-Step Floors \| + 1m22s \| \| \| 6. \| Ilnur Zakarin \| Katusha-Alpecin \| + 1m34s \| \| \| 7. \| Ion Izagirre \| Bahrain-Merida \| + 1m41s \| \| \| 8. \| Tony Gallopin \| Lotto-Soudal \| + 3m22s \| \| \| 9. \| Warren Barguil \| Team Sunweb \| + 4m07s \| \| \| 10. \| Simon Yates \| Orica-Scott \| + 4m39s \| \| |                    |                   |           |
| |                    |                   |           |
| |                    |                   |           |
| Classificação geral |                    |                   |           |
| Ciclista | Ciclista           | Equipe            | Tempo     |
| 1. | Sergio Henao       | Team Sky          | 27h01m15s |
| 2. | Daniel Martin      | Quick-Step Floors | + 30s     |
| 3. | Alberto Contador   | Trek-Segafredo    | + 31s     |
| 4. | Gorka Izagirre     | Movistar Team     | + 1m00s   |
| 5. | Julian Alaphilippe | Quick-Step Floors | + 1m22s   |
| 6. | Ilnur Zakarin      | Katusha-Alpecin   | + 1m34s   |
| 7. | Ion Izagirre       | Bahrain-Merida    | + 1m41s   |
| 8. | Tony Gallopin      | Lotto-Soudal      | + 3m22s   |
| 9. | Warren Barguil     | Team Sunweb       | + 4m07s   |
| 10. | Simon Yates        | Orica-Scott       | + 4m39s   |

### 8.ª etapa
| Nice - Nice | média montanha | (115,5 km) |

| \| Classificação por etapas \| Classificação por etapas \| Classificação por etapas \| Classificação por etapas \| Classificação por etapas \| \| Ciclista \| Ciclista \| Equipe \| Tempo \| \| \| ------------------------ \| ------------------------ \| ------------------------ \| ------------------------ \| ------------------------ \| \| 1. \| David de la Cruz \| Quick-Step Floors \| 2h48m53s \| \| \| 2. \| Alberto Contador \| Trek-Segafredo \| + 0s \| \| \| 3. \| Marc Soler \| Movistar Team \| + 5s \| \| \| 4. \| Sonny Colbrelli \| Bahrain-Merida \| + 21s \| \| \| 5. \| Julian Alaphilippe \| Quick-Step Floors \| + 21s \| \| \| 6. \| Michael Matthews \| Team Sunweb \| + 21s \| \| \| 7. \| Diego Ulissi \| UAE Team Emirates \| + 21s \| \| \| 8. \| Gorka Izagirre \| Movistar Team \| + 21s \| \| \| 9. \| Arnold Jeannesson \| Fortuneo-Vital Concept \| + 21s \| \| \| 10. \| Lilian Calmejane \| Direct Énergie \| + 21s \| \| |                    |                        |          |
| |                    |                        |          |
| |                    |                        |          |
| Classificação por etapas |                    |                        |          |
| Ciclista | Ciclista           | Equipe                 | Tempo    |
| 1. | David de la Cruz   | Quick-Step Floors      | 2h48m53s |
| 2. | Alberto Contador   | Trek-Segafredo         | + 0s     |
| 3. | Marc Soler         | Movistar Team          | + 5s     |
| 4. | Sonny Colbrelli    | Bahrain-Merida         | + 21s    |
| 5. | Julian Alaphilippe | Quick-Step Floors      | + 21s    |
| 6. | Michael Matthews   | Team Sunweb            | + 21s    |
| 7. | Diego Ulissi       | UAE Team Emirates      | + 21s    |
| 8. | Gorka Izagirre     | Movistar Team          | + 21s    |
| 9. | Arnold Jeannesson  | Fortuneo-Vital Concept | + 21s    |
| 10. | Lilian Calmejane   | Direct Énergie         | + 21s    |

## Classificações finais
- As classificações finalizaram da seguinte forma:[4]

### Classificação geral
| \| Classificação geral \| Classificação geral \| Classificação geral \| Classificação geral \| Classificação geral \| \| Ciclista \| Ciclista \| Equipe \| Tempo \| \| \| ------------------- \| ------------------- \| ------------------- \| ------------------- \| ------------------- \| \| 1. \| Sergio Henao \| Team Sky \| 29h50m29s \| \| \| 2. \| Alberto Contador \| Trek-Segafredo \| + 2s \| \| \| 3. \| Daniel Martin \| Quick-Step Floors \| + 30s \| \| \| 4. \| Gorka Izagirre \| Movistar Team \| + 1m00s \| \| \| 5. \| Julian Alaphilippe \| Quick-Step Floors \| + 1m22s \| \| \| 6. \| Ilnur Zakarin \| Katusha-Alpecin \| + 1m34s \| \| \| 7. \| Ion Izagirre \| Bahrain-Merida \| + 1m41s \| \| \| 8. \| Warren Barguil \| Team Sunweb \| + 4m07s \| \| \| 9. \| Simon Yates \| Orica-Scott \| + 4m39s \| \| \| 10. \| Tony Gallopin \| Lotto-Soudal \| + 9m14s \| \| |                    |                   |           |
| |                    |                   |           |
| Fonte: ProCyclingStats |                    |                   |           |
| Classificação geral |                    |                   |           |
| Ciclista | Ciclista           | Equipe            | Tempo     |
| 1. | Sergio Henao       | Team Sky          | 29h50m29s |
| 2. | Alberto Contador   | Trek-Segafredo    | + 2s      |
| 3. | Daniel Martin      | Quick-Step Floors | + 30s     |
| 4. | Gorka Izagirre     | Movistar Team     | + 1m00s   |
| 5. | Julian Alaphilippe | Quick-Step Floors | + 1m22s   |
| 6. | Ilnur Zakarin      | Katusha-Alpecin   | + 1m34s   |
| 7. | Ion Izagirre       | Bahrain-Merida    | + 1m41s   |
| 8. | Warren Barguil     | Team Sunweb       | + 4m07s   |
| 9. | Simon Yates        | Orica-Scott       | + 4m39s   |
| 10. | Tony Gallopin      | Lotto-Soudal      | + 9m14s   |

### Classificação por pontos
| Classificação por pontos | Classificação por pontos | Classificação por pontos | Classificação por pontos | Classificação por pontos |
| Ciclista                 | Ciclista                 | Equipe                   | Pontos                   |                          |
| ------------------------ | ------------------------ | ------------------------ | ------------------------ | ------------------------ |
| 1.                       | Julian Alaphilippe       | Quick-Step Floors        | 42 pts                   |                          |
| 2.                       | Alberto Contador         | Trek-Segafredo           | 41 pts                   |                          |
| 3.                       | John Degenkolb           | Trek-Segafredo           | 30 pts                   |                          |
| 4.                       | Michael Matthews         | Team Sunweb              | 28 pts                   |                          |
| 5.                       | Richie Porte             | BMC Racing Team          | 25 pts                   |                          |
| 6.                       | Sergio Henao             | Team Sky                 | 25 pts                   |                          |
| 7.                       | Sonny Colbrelli          | Bahrain-Merida           | 24 pts                   |                          |
| 8.                       | André Greipel            | Lotto-Soudal             | 23 pts                   |                          |
| 9.                       | David de la Cruz         | Quick-Step Floors        | 22 pts                   |                          |
| 10.                      | Daniel Martin            | Quick-Step Floors        | 20 pts                   |                          |

### Classificação por equipas
| Classificação por equipes | Classificação por equipes    | Classificação por equipes | Classificação por equipes |
| Equipe                    | Equipe                       | Tempo                     |                           |
| ------------------------- | ---------------------------- | ------------------------- | ------------------------- |
| 1.                        | Quick-Step Floors            | 89h43m48s                 |                           |
| 2.                        | Sky                          | + 19m57s                  |                           |
| 3.                        | Movistar Team                | + 35m55s                  |                           |
| 4.                        | Trek-Segafredo               | + 41m59s                  |                           |
| 5.                        | Team Sunweb                  | + 49m35s                  |                           |
| 6.                        | Lotto-Soudal                 | + 53m11s                  |                           |
| 7.                        | Bahrain-Merida               | + 55m33s                  |                           |
| 8.                        | Orica-Scott                  | + 1h04m53s                |                           |
| 9.                        | BMC Racing Team              | + 1h16m48s                |                           |
| 10.                       | Delko Marseille Provence KTM | + 1h18m56s                |                           |

## Evolução das classificações
| Etapa (Vencedor)                     | Classificação geral | Classificação por pontos | Classificação da montanha | Classificação dos jovens | Classificação por equipas |
| ------------------------------------ | ------------------- | ------------------------ | ------------------------- | ------------------------ | ------------------------- |
| 1.ª etapa (Arnaud Démare)            | Arnaud Démare       | Arnaud Démare            | Romain Hardy              | Julian Alaphilippe       | Quick-Step Floors         |
| 2.ª etapa (Sonny Colbrelli)          | Arnaud Démare       | Arnaud Démare            | Romain Hardy              | Julian Alaphilippe       | Quick-Step Floors         |
| 3.ª etapa (Sam Bennett)              | Arnaud Démare       | Arnaud Démare            | Romain Hardy              | Julian Alaphilippe       | Quick-Step Floors         |
| 4.ª etapa (CRI) (Julian Alaphilippe) | Julian Alaphilippe  | Julian Alaphilippe       | Romain Hardy              | Julian Alaphilippe       | Quick-Step Floors         |
| 5.ª etapa (André Greipel)            | Julian Alaphilippe  | Arnaud Démare            | Romain Hardy              | Julian Alaphilippe       | Quick-Step Floors         |
| 6.ª etapa (Simon Yates)              | Julian Alaphilippe  | Arnaud Démare            | Axel Domont               | Julian Alaphilippe       | Quick-Step Floors         |
| 7.ª etapa (Richie Porte)             | Sergio Henao        | Julian Alaphilippe       | Lilian Calmejane          | Julian Alaphilippe       | Quick-Step Floors         |
| 8.ª etapa (David de la Cruz)         | Sergio Henao        | Julian Alaphilippe       | Lilian Calmejane          | Julian Alaphilippe       | Quick-Step Floors         |
| Final                                | Sergio Henao        | Julian Alaphilippe       | Lilian Calmejane          | Julian Alaphilippe       | Quick-Step Floors         |

## UCI World Ranking
A Paris-Nice outorga pontos para o UCI WorldTour de 2017 e o UCI World Ranking, este último para corredores das equipas nas categorias UCI ProTeam, Profissional Continental e Equipas Continentais. As seguintes tabelas são o barómetro de pontuação e os corredores que obtiveram pontos:
| Posição             | 1.ª | 2.ª | 3.ª | 4.ª | 5.ª | 6.ª | 7.ª | 8.ª | 9.ª | 10.ª |
| Classificação geral | 500 | 400 | 325 | 275 | 225 | 175 | 150 | 125 | 100 | 85   |
| Por etapa           | 60  | 25  | 10  |     |     |     |     |     |     |      |
| Líder               | 10  |     |     |     |     |     |     |     |     |      |

| Classificação | Classificação      | Classificação     | Classificação | Classificação | Classificação | Classificação |
| Posição       | Ciclista           | Equipa            | Geral         | Etapa         | Líder         | Total         |
| ------------- | ------------------ | ----------------- | ------------- | ------------- | ------------- | ------------- |
| 1.º           | Sergio Luis Henao  | Sky               | 500           | 25            | 10            | 535           |
| 2.º           | Alberto Contador   | Trek-Segafredo    | 400           | 75            | -             | 475           |
| 3.º           | Julian Alaphilippe | Quick-Step Floors | 225           | 85            | 30            | 340           |
| 4.º           | Daniel Martin      | Quick-Step Floors | 325           | 10            | -             | 335           |
| 5.º           | Gorka Izagirre     | Movistar          | 275           | -             | -             | 275           |
| 6.º           | Ilnur Zakarin      | Katusha-Alpecin   | 175           | -             | -             | 175           |
| 7.º           | Simon Yates        | Orica-Scott       | 100           | 60            | -             | 160           |
| 8.º           | Ion Izagirre       | Bahrain Merida    | 150           | -             | -             | 150           |
| 9.º           | Richie Porte       | BMC Racing        | 70            | 70            | -             | 140           |
| 10.º          | Warren Barguil     | Sunweb            | 125           | -             | -             | 125           |